# Rua Professor João Brasil
Rua Professor João Brasil, também conhecida como Avenida Professor João Brasil, é uma das principais ruas do bairro do Fonseca em Niterói. É famosa por concentrar um certo número de condomínios residenciais de classe média. Por conta de sua extensão, ela se inicia fazendo esquina com a Alameda São Boaventura e termina no bairro de Venda da Cruz na cidade de São Gonçalo.

## História
Em homenagem ao educador João Brazil, a rua foi criada pelo decreto de 2 de maio de 1950 do prefeito Rocha Werneck. Em setembro de 1952, seu traçado foi aprovado pelo prefeito Daniel Paz de Almeida e outubro do mesmo ano as obras começaram. E assim inaugurada em 1954 na gestão do prefeito Lealdino de Alcântara.